# Gesneria barahonensis
Gesneria barahonensis är en tvåhjärtbladig växtart som beskrevs av Ignatz Urban. Gesneria barahonensis ingår i släktet Gesneria och familjen Gesneriaceae. Inga underarter finns listade i Catalogue of Life.